# Lyria nucleus
Lyria nucleus är en snäckart som först beskrevs av Jean-Baptiste Lamarck 1811.  Lyria nucleus ingår i släktet Lyria och familjen Volutidae. Inga underarter finns listade i Catalogue of Life.